# Cybalomia apicalis
Cybalomia apicalis là một loài bướm đêm trong họ Crambidae.